# Antoine Demoitié
Antoine Demoitié, né le 16 octobre 1990 à Liège et mort le 28 mars 2016 à Lille, est un coureur cycliste belge.

## Biographie
Antoine Demoitié naît le 16 octobre 1990 à Liège en Belgique. Il commence le cyclisme à 14 ans à l'UC Seraing. En 2009, en catégorie espoirs (moins de 23 ans), il rejoint le Royal Cyclist's Pesant Club Liégeois (RC Pesant Club Liégeois), club avec lequel l'UC Seraing a un accord de collaboration.
En 2011, il est recruté par l'équipe continentale Lotto-Bodysol Pôle Continental Wallon, après y avoir été stagiaire en fin de saison 2010. Il bénéficie d'un « contrat Rosetta » (convention de premier emploi), qui lui permet d'être rémunéré par la Communauté française. 
Il est recruté en 2012 par la nouvelle équipe Idemasport-Biowanze, qui a vocation à former de jeunes coureurs wallons et être un « vivier » pour l'équipe Wallonie-Bruxelles. Champion de la province de Liège sur route, il est également vainqueur d'étapes du Triptyque des Monts et Châteaux, du Carpathia Couriers Path, du Triptyque ardennais. Il est sélectionné en équipe de Belgique espoirs durant cette saison : il prend la sixième place de la Côte picarde, manche de la coupe des nations U23, et la vingtième place du championnat d'Europe sur route.
Antoine Demoitié devient professionnel au sein de l'équipe Wallonie-Bruxelles en 2013. Il y reste jusqu'en 2015. Il rejoint en 2016 l'équipe continentale professionnelle Wanty-Groupe Gobert.
Le 27 mars 2016, lors de Gand-Wevelgem, il chute puis est percuté par une moto d'escorte. Conduit au centre hospitalier régional universitaire de Lille, il meurt dans la nuit. Le 28 mars, il est rapporté que le don d'organes effectué par Antoine Demoitié « a sauvé trois vies ». Cet accident a lieu le lendemain de l'arrêt cardiaque en course de son compatriote Daan Myngheer (qui décédera le lendemain de la mort de Demoitié), lors de la première étape du Critérium international, certains médias évoquant alors une série noire.
Le pilote de la moto qui l'a percuté est très expérimenté, il suit depuis 20 ans les courses cyclistes et a essayé en vain d'éviter les coureurs tombés devant lui. Ce point de vue est confirmé par un journaliste, témoin oculaire de l'accident. L'autopsie n'a pas déterminé si le décès est une conséquence de la chute d'Antoine Demoitié ou s'il est dû à la collision ultérieure avec la moto. Compte tenu de cela et des accidents antérieurs sur les courses cyclistes, plusieurs coureurs et managers ont demandé à l'UCI et à la CPA une réglementation plus stricte pour les motos d'escorte.

## Palmarès

### Palmarès sur route
- 2012

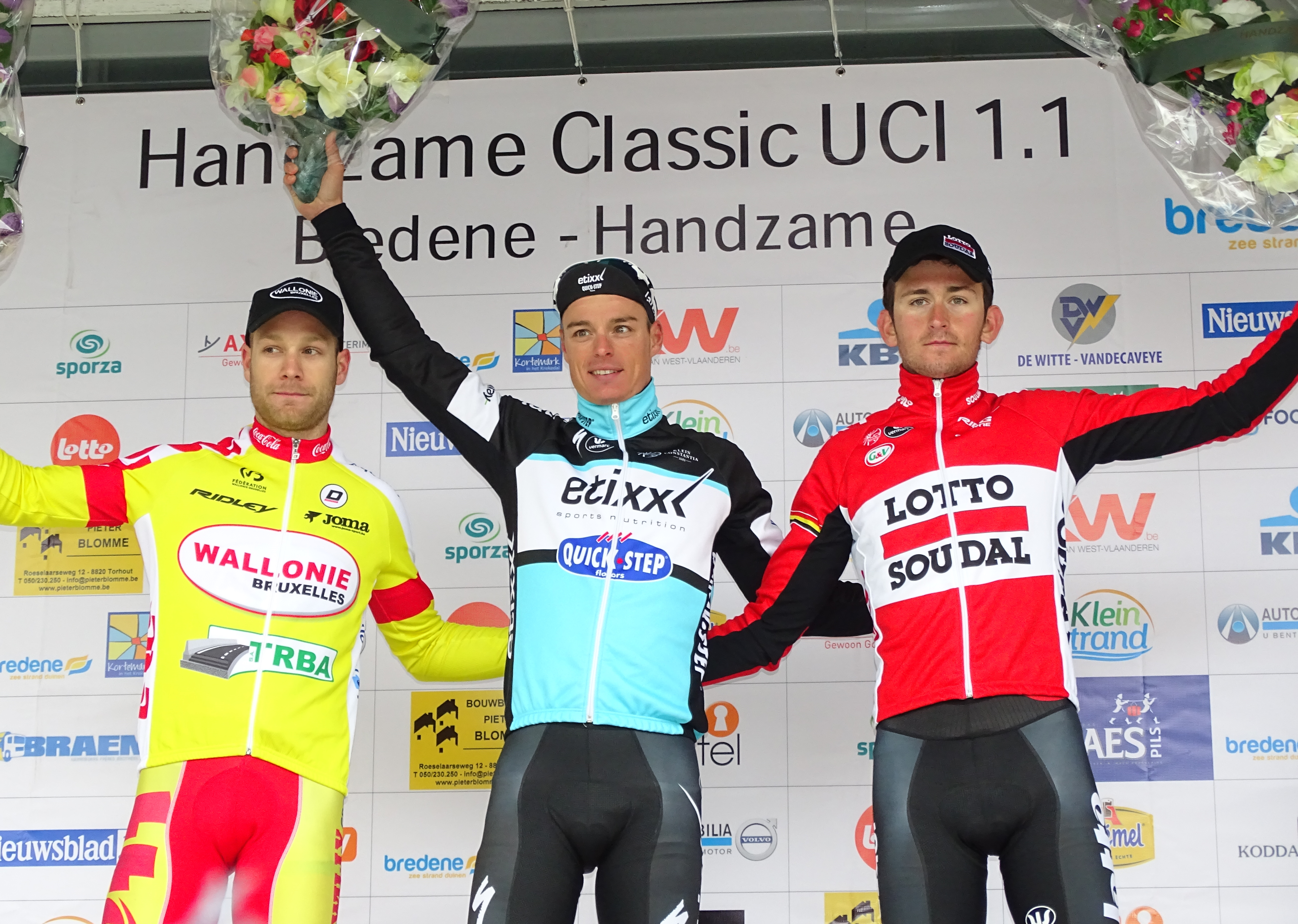
Podium de l'édition 2015 de la Handzame Classic : Antoine Demoitié (2e), Gianni Meersman (1er) et Tiesj Benoot (3e).

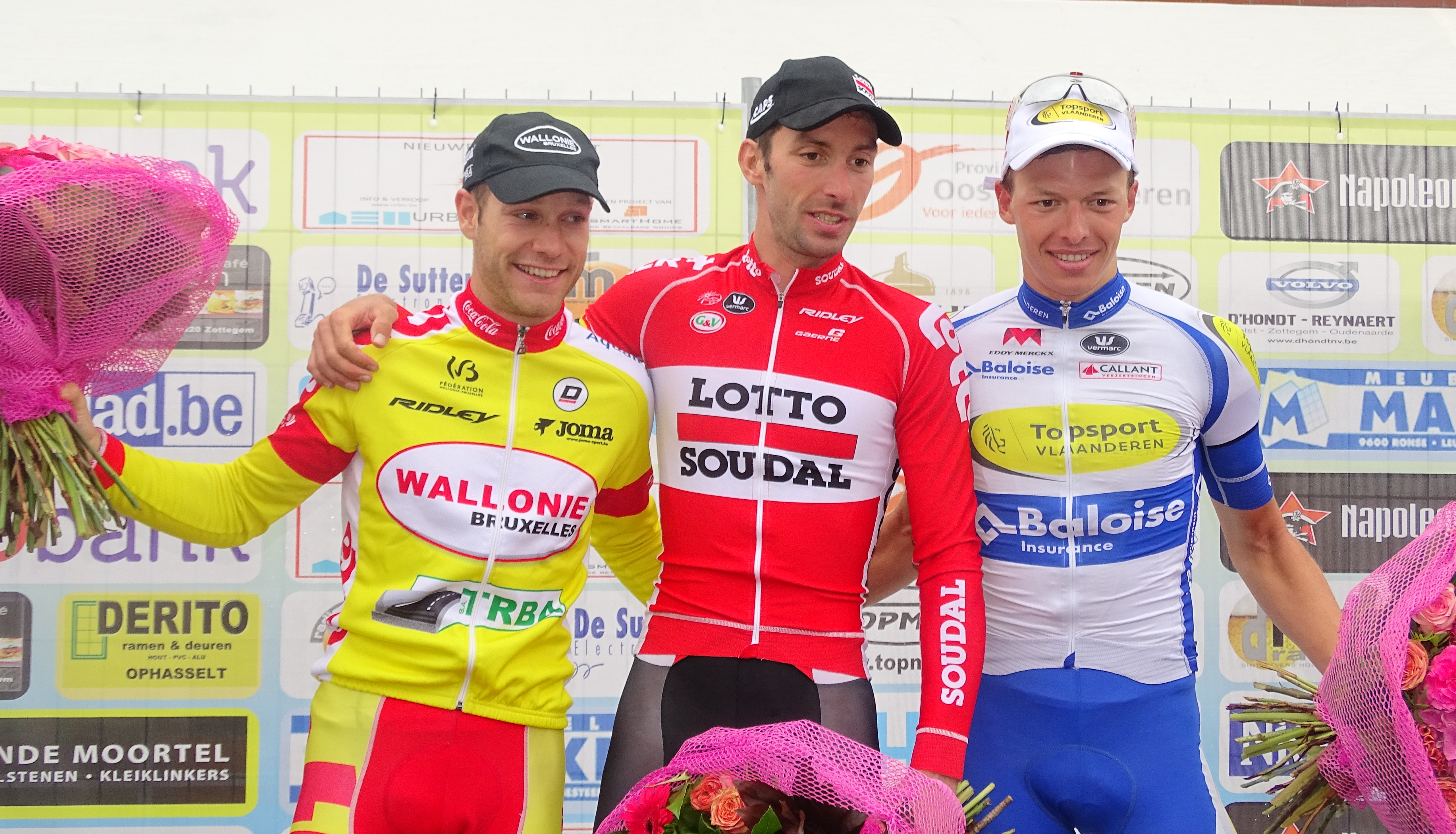
Podium de l'édition 2015 du Grand Prix de la ville de Zottegem : Antoine Demoitié (2e), Kenny Dehaes (1er) et Oliver Naesen (3e).

  - Champion de la province de Liège sur route
  - Champion de la province de Liège sur route espoirs
  - 2eb étape du Triptyque des Monts et Châteaux
  - 2e et 3e étapes du Carpathia Couriers Path
  - 3e étape du Triptyque ardennais
  - 3e du Triptyque ardennais
  - 3e de la Gooikse Pijl
- 2013
  - Champion de la province de Liège sur route
  - Champion de la province de Liège sur route espoirs
  - 2e du Grand Prix de la ville de Geel
  - 3e de la Ronde pévéloise
- 2014
  - Tour du Finistère
  - 2e du Circuit du Pays de Waes
- 2015
  - 3eb étape du Circuit des Ardennes international
  - Wanzele Koerse
  - 2e de la Handzame Classic
  - 2e du Grand Prix de la ville de Zottegem
  - 3e du Grand Prix d'ouverture La Marseillaise
- 2016
  - 2e du Dorpenomloop Rucphen

### Classements mondiaux
| Année           | 2012 | 2013 | 2014 | 2015 | 2016 |
| --------------- | ---- | ---- | ---- | ---- | ---- |
| UCI Europe Tour | 240e | 182e | 45e  | 36e  | 718e |